# Hydnocarpus annamicus
Hydnocarpus annamicus är en tvåhjärtbladig växtart som beskrevs av Li. Hydnocarpus annamicus ingår i släktet Hydnocarpus och familjen Achariaceae. Inga underarter finns listade i Catalogue of Life.